# Puertormenis virgina
Puertormenis virgina är en insektsart som beskrevs av Caldwell och Martorell 1951. Puertormenis virgina ingår i släktet Puertormenis och familjen Flatidae. Inga underarter finns listade i Catalogue of Life.